# Коротков, Георгий Иосифович
Гео́ргий Ио́сифович Коротко́в (укр. Георгій Йосипович Коротков; 17 ноября 1923 года, Мариуполь — 21 июля 2001 года, Мариуполь) — советский и украинский художник, мастер декоративно-прикладного искусства Украины.

## Биография
Геогрий Коротков родился 17 ноября 1923 года в семье мариупольского моряка. Рисовать начал с шести лет. Сначала обучался у Н. И. Никаро-Карпенко, затем — у Николая Бендрика.
В 1954 году поступил в Московский институт инженеров Моссовета, но обучение не окончил в связи с гибелью отца.
В 1962 году окончил Ждановский металлургический институт. Много лет проработал на заводах имени Ильича и Азовмаш, занимался изобретательской деятельностью (был награждён нагрудным знаком «Изобретатель СССР» и медалью ВДНХ).
С 1970-х годов занялся резьбой, барельефами и скульптурой (основной материал — кедр).
В 1991 году Георгию Короткову было присвоено звание «Мастер декоративно-прикладного искусства Украины».
Скончался в июле 2001 года.

## Галерея Георгия Короткова
В доме, где жил художник, в 1997 году была открыта галерея деревянной скульптуры Георгия Короткова. В 2010 году перенесена в Приазовский государственный технический университет, в аудиторию № 217 первого учебного корпуса.
В галерее представлены 65 работ мастера (все выполнены из монолитных кусков дерева), в том числе:
- Барельеф «Великий путь греков в Приазовье» — создавался на протяжении семи лет, на открытии которого присутствовал консул Греции на Украине Василиос Симантаркис. За данную работу автор был отмечен медалью Митрополита Игнатия и награждён грамотой греков Приазовья.
- Барельефы: «Куликовская битва», «Тайная вечеря», «Положение в гроб Христа»; скульптуры Александра Невского, Александра Пушкина, Сергия Радонежского, Георгия Победоносца, воина князя Игоря; иконы; резной автопортрет.

То, что увидел я в виставочном зале Георгия Короткова, должна увидеть вся УкраинаБорис Олейник